# Vincent Lambert (écrivain)
Ne doit pas être confondu avec Vincent Lambert.
Vincent Lambert, né en 1980 à Saint-Narcisse-de-Beaurivage, est un écrivain québécois.

## Biographie
Vincent Lambert est né en 1980 à Saint-Narcisse-de-Beaurivage. Il détient un doctorat de l'Université Laval. Sa thèse est parue aux éditions Nota bene sous le titre L’Âge de l’irréalité. Solitude et empaysagement au Canada français (1860-1930) pour lequel il s'est mérité le Prix Victor-Barbeau de l'Académie des lettres du Québec,.
Il a publié son premier recueil de poésie, Paysages récents, chez Le lézard amoureux en 2005. En 2013, il fait paraitre La fin des temps par un témoin oculaire à L'Hexagone. En 2019, il publie Mirabilia chez Le Quartanier. Il a codirigé de plusieurs ouvrages collectifs, dont trois aux éditions Éditions Nota bene; Leçons du poème en 2008, Lignes convergentes. La littérature québécoise à la rencontre des arts visuels, en 2009 et La tombe ignorée. Lectures d'Eudore Évanturel, en 2019.
Il a aussi fait paraitre J'écris fleuve chez Leméac en 2015, Espaces critiques : écrire sur la littérature et les autres arts au Québec (1920-1960) aux Presses de l'Université Laval, en 2018 et Sensorielles : autour de Paul Chanel Malenfant, aux Éditions du Noroît en 2018. Lambert compte aussi une anthologie à son actif, Une heure à soi. Anthologie des billettistes (1900-1930), aux Éditions Alias, en 2005, ainsi qu'un livre jeunesse, Une chose étrange et gentille (et invisible) paru chez La Courte échelle en 2021. Il a également publié des textes en revues, dont Contre-Jour, et tient une chronique dans la revue l’Inconvénient.
Il est enseignant au Cégep de Limoilou.

## Œuvres

### Poésie
- Paysages récents, Montréal, Le lézard amoureux, 2005, 70 p.  (ISBN 978-2-923398-03-7)
- La fin des temps par un témoin oculaire, Montréal, L'Hexagone, 2013, 75 p.  (ISBN 9782896480234)
- Mirabilia, Montréal, Le Quartanier, 2019, 293 p.  (ISBN 9782896984473)
- La troisième à partir du Soleil, Montréal, Le Quartanier, 2023, 152 p.  (ISBN 9782896986392)

### Essai
- L'âge de l'irréalité. Solitude et empaysagement au Canada français 1860-1930, Montréal, Éditions Nota bene, 2018, 444 p.  (ISBN 978-2-89518-585-7)

### Ouvrages collectifs
- Leçons du poème, sous la direction de Vincent Lambert, Montréal, Éditions Nota bene, 2008, 202 p.  (ISBN 978-2-89518-280-1)
- Lignes convergentes. La littérature québécoise à la rencontre des arts visuels, sous la direction d'Antoine Boisclair et de Vincent Lambert, Montréal, Éditions Nota bene, 2009, 178 p.  (ISBN 978-2-89518-357-0)
- J'écris fleuve, sous la direction de Vincent Lambert et d'Isabelle Miron, Montréal, Leméac, 2015, 214 p.  (ISBN 9782760994546)
- Espaces critiques : écrire sur la littérature et les autres arts au Québec (1920-1960), sous la direction de Karine Cellard et Vincent Lambert, Québec, Presses de l'Université Laval, 2018, 394 p.  (ISBN 9782763738161)
- La tombe ignorée. Lectures d'Eudore Évanturel, sous la direction de Vincent Lambert, Yves Laroche, et Claude Paradis, Montréal, Éditions Nota bene, 2019, 202 p.  (ISBN 978-2-89518-701-1)
- Sensorielles : autour de Paul Chanel Malenfant, sous la direction de Vincent Lambert et Jacques Paquin, Montréal, Éditions du Noroît, 2018, 370 p.  (ISBN 9782897661052)

### Anthologies
- Une heure à soi. Anthologie des billettistes (1900-1930), Éditions Alias, 2005, 211 p.  (ISBN 9782895181866)

### Livre jeunesse
- Une chose étrange et gentille (et invisible), Montréal, La Courte échelle, 2021, 79 p.  (ISBN 9782897744298)

## Prix et honneurs
- 2019 - Prix Victor-Barbeau de l'Académie des lettres du Québec pour L’Âge de l’irréalité. Solitude et empaysagement au Canada français (1860-1930)[3]